# Iwata
Iwata (磐田市 -shi) é uma cidade japonesa localizada a oeste da província de Shizuoka.
Em Janeiro de 2018 a cidade tinha uma população estimada em 166.729 habitantes e uma densidade populacional de 1 1020 h/km². Tem uma área total de 163.45 km².
Recebeu o estatuto de cidade a 1 de Abril de 1948.
Segundo dados de 1 de Fevereiro de 2007 a cidade de Iwata tem 176 097 habitantes, sendo que 4.158 são brasileiros.
A Yamaha Motors tem sua montadora de motocicletad em Iwata, também a Suzuki monta sua comionetes. Iwata é a cidade sede do time de futebol Júbilo Iwata. Um dos jogadores que marcaram a história do time foi Dunga.
Presume-se os ancestrais do fundador da Toyota e também inventor da máquina automática de tecelagem Sakichi Toyoda tenha nascido na vila de Toyoda na atual Iwata.

## Cidades-irmãs
- Mountain View, EUA
- Dagupan, Filipinas